# Hèreon de Foce del Sele
El Temple d'Hera o Hèreon (en toscà: Heraion alla foce del Sele) fou un antic temple i santuari grec dedicat a Hera, a prop de la ciutat romana de Paestum, en la Magna Grècia, a la península Itàlica. Estava situat a la desembocadura del riu Sele, a uns 10 km al nord de Paestum, a prop de l'actual Foce del Sele.

## Història
Va ser construït pels colons grecs de la zona cap a l'any 600 abans de la nostra era. En la mitologia grega es considerava que havia estat fundat per Jàson. L'Hèreon va florir en l'època arcaica en els anys 600 i 500 ae, i va continuar utilitzant-se, tot i que en menor mesura, fins i tot en el període clàssic, en els anys 400 i 300 ae.
Va tornar a ser important en el període hel·lenístic, i perdé importància en el període romà. Fou destruït o, si més no, greument danyat per un terratrèmol, segurament l'any 63, i colgat pels enderrocs eruptius del Vesuvi de l'any 79. Després va caure en desús. A començament del període cristià, les pedres del santuari s'empraren de spolia. Amb el temps va caure en oblit i el van redescobrir al 1934.

## Edificis
Es trobava a la desembocadura del riu Sele. Hui, com a conseqüència del desplaçament de la costa, les ruïnes són a 1,5 km de la mar. Constava d'un temple dedicat a Hera, dos grans altars, una cambra del tresor i les estoa, que vorejaven el lloc. A més a més, a l'àrea s'han trobat nombrosos exvots de terracota.

### Hèreon
Es va construir al santuari sobre l'any 500 abans de la nostra era. Se suposa que el va destruir el terratrèmol de l'any 63. L'arquitectura de l'edifici del temple combina l'estil dòric, jònic i eòlic. Feia uns 18,7 m × 38,9 m, amb 8 columnes als costats curts i 17 columnes als llargs. A l'interior del temple hi havia un naos, un pronaos i un àditon.
L'altar del temple era a l'exterior, al costat oriental, a uns 34 m del temple.

### Tresor de Síbaris
A prop del temple hi havia un tresor, la construcció del qual havia començat al voltant dels 570-550 ae. Es creu que els constructors eren habitants de Síbaris. El tresor restà inacabat, probablement perquè Síbaris fou destruïda en una guerra cap al 510 ae. El tresor estava format sols per un naos, i decorat amb 38 mètopes que daten, si fa no fa, de l'any 570 ae. Les mètopes es troben ara al Museu Arqueològic de Paestum.
Per a Rolnd Martin, les mètopes del cicle més antic (segona meitat del segle vi ae) havien de decorar el tresor, de planta rectangular i façana dòrica, amb dues columnes in antae. El capitell de les columnes dòriques contrastava amb els capitells jònics de les portes; aquests darrers, quasi elements aplicats als extrems del mur, tenen un cos principal que s'eixampla per a sostenir un gros àbac decorat amb palmetes i flors de lotus, mentre que la base, la subratlla una petita greca. El fris dòric, sense funcions arquitectòniques, es posà davant dels elements de fusta que sostenien el sostre. Els tríglifs, que sobresurten com en el Temple C de Selinunt, són gairebé tan amples com les mètopes. Les osques visibles en la part posterior de les mètopes mostren que aquestes últimes van ser inserides entre els tríglifs després que es van instal·lar les bigues de fusta.[5]

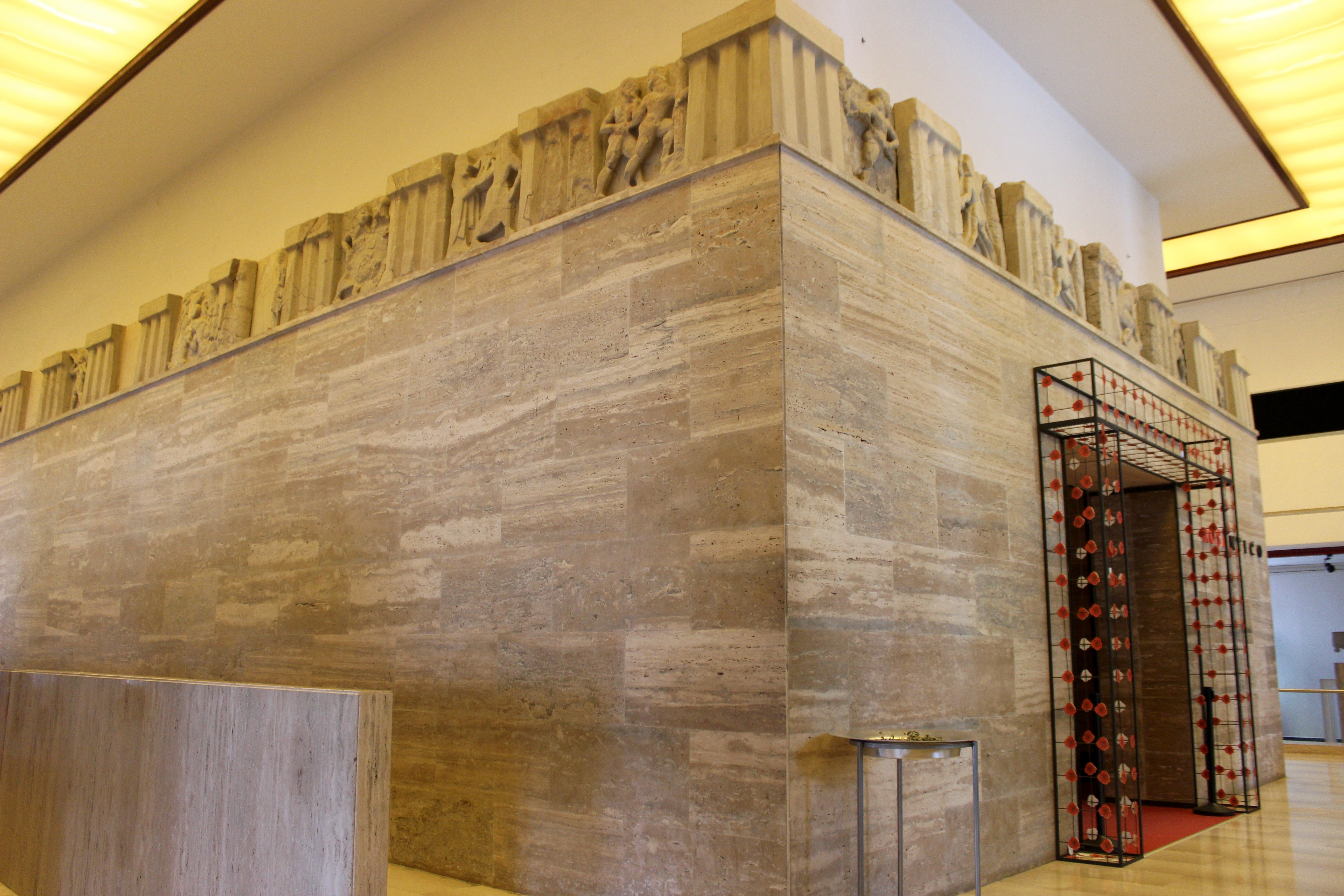
Mètopes del tresor
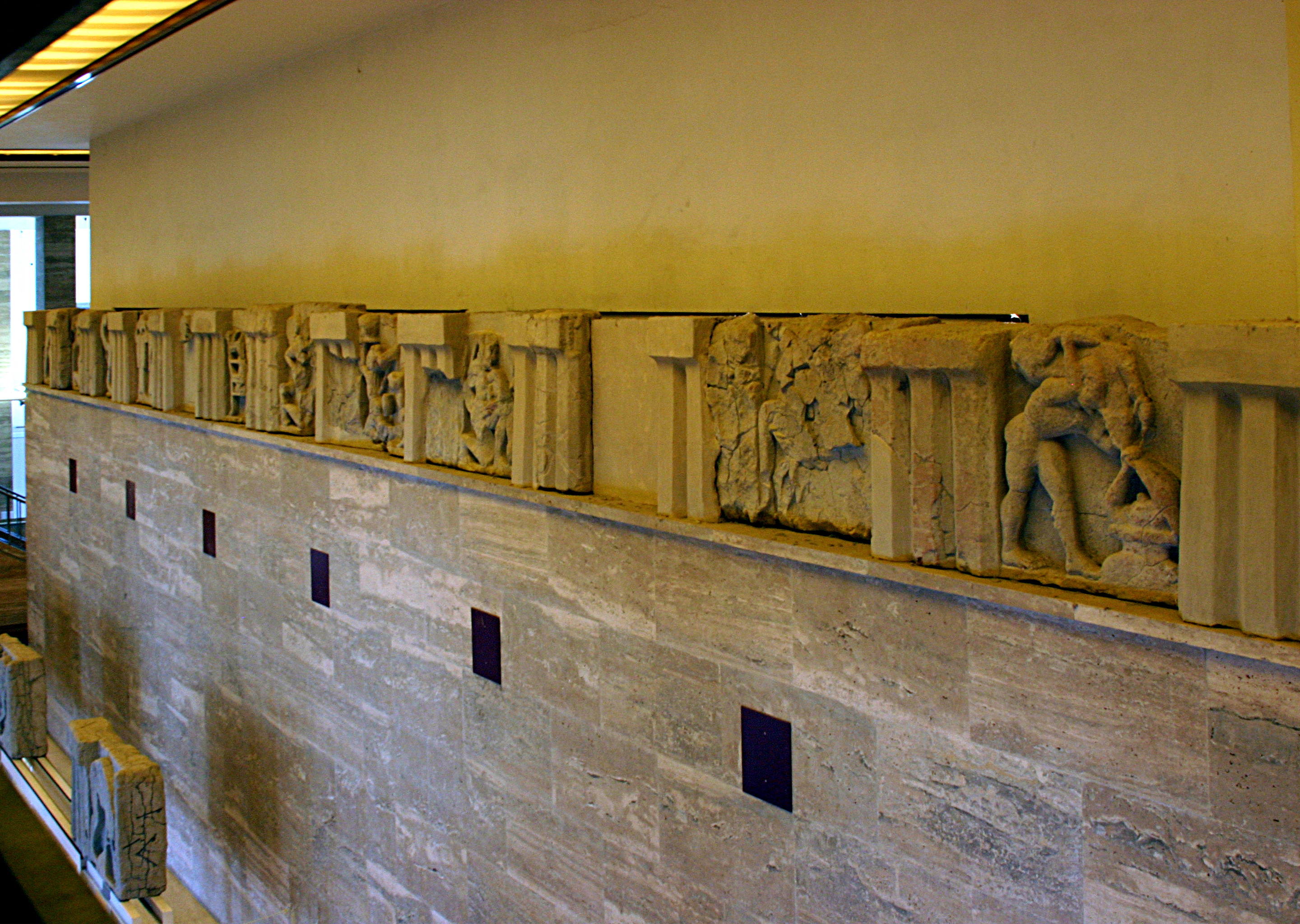
Mètopes del tresor
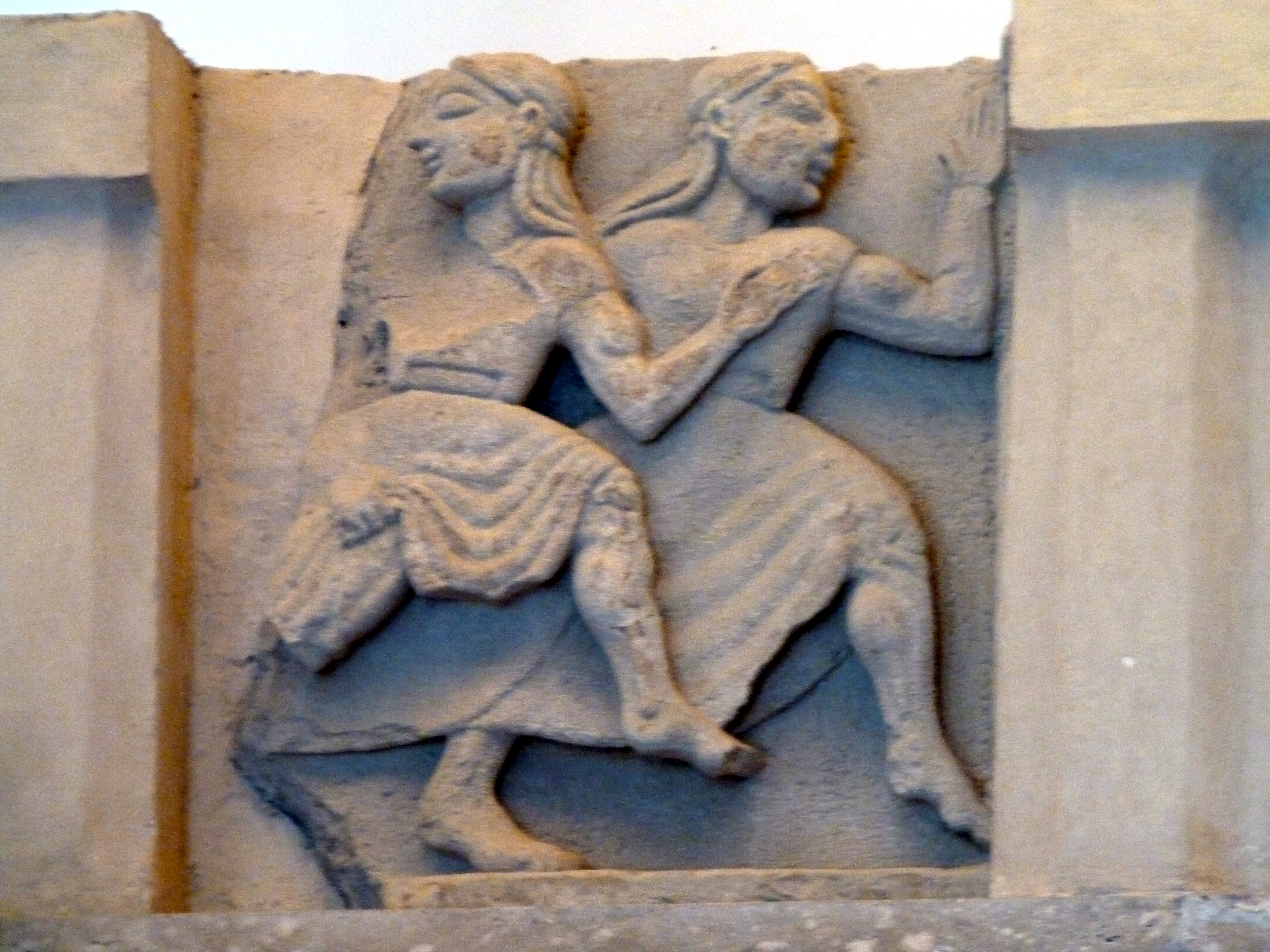
Detall
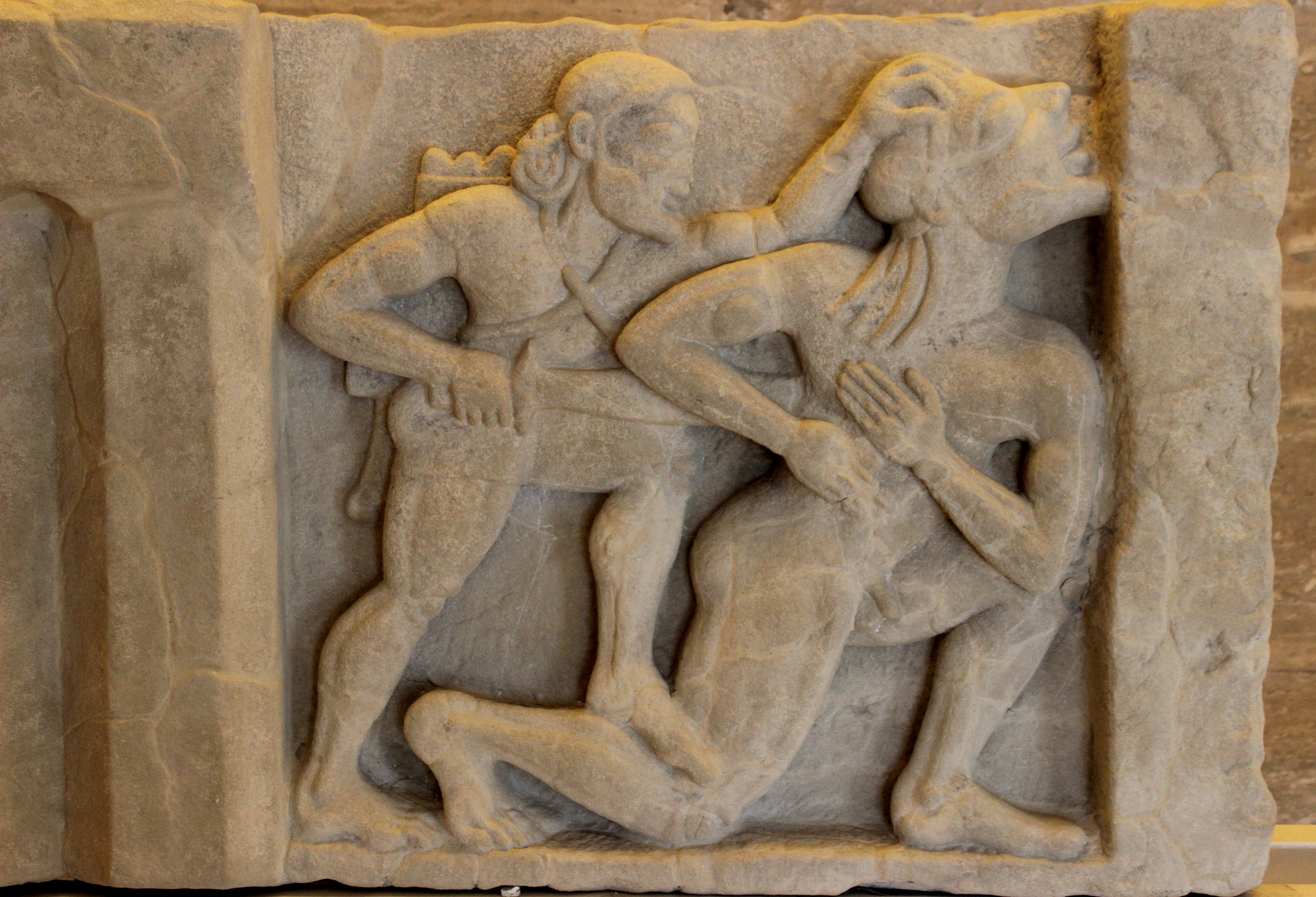
Detall
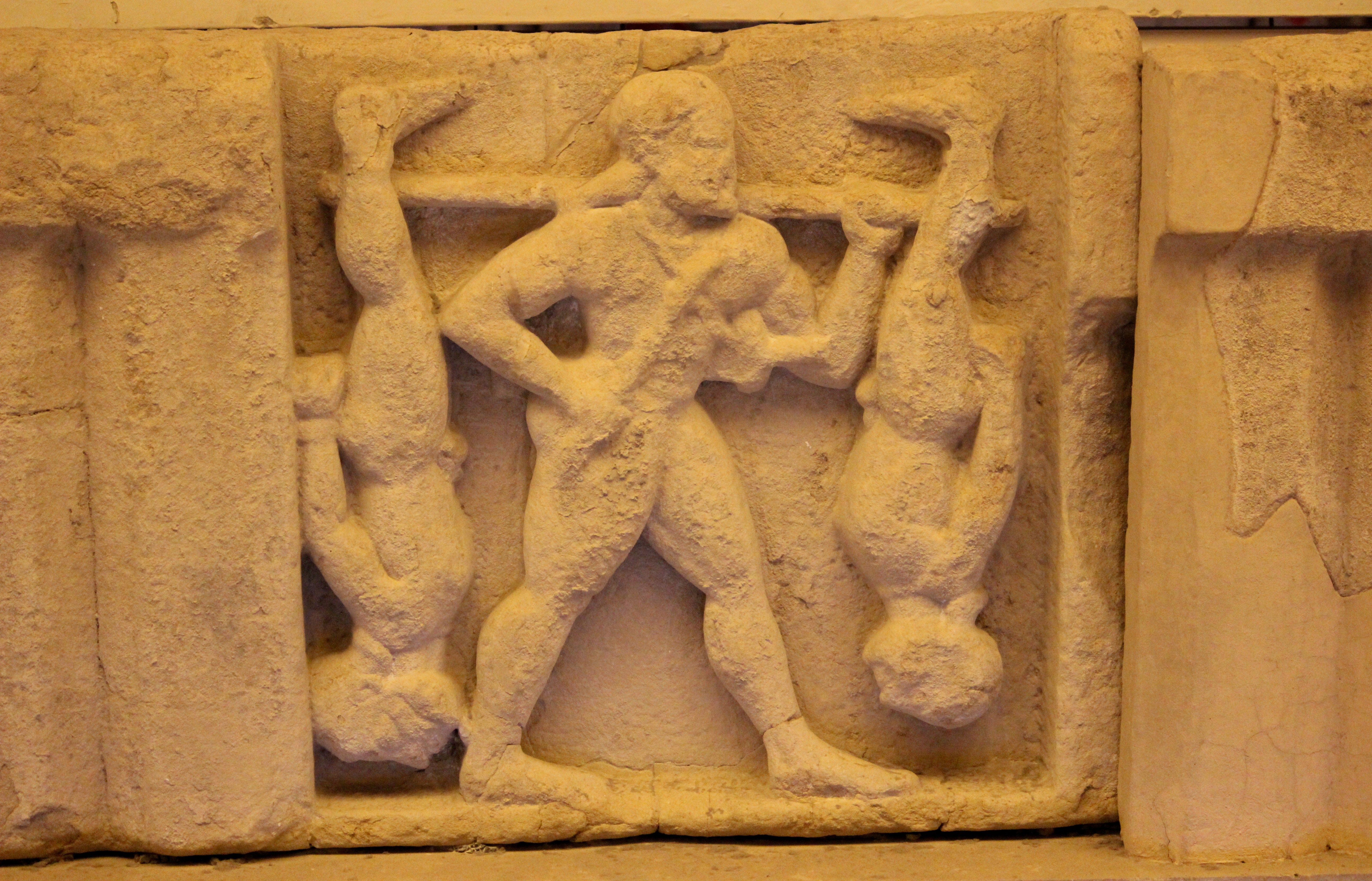
Detall